# La Central (Mendoza)
La Central es una localidad y distrito ubicado en el departamento Rivadavia de la provincia de Mendoza, Argentina. 
La villa cabecera se encuentra 3 km al sur del río Tunuyán, en el extremo este del departamento, en el cruce de las calles Nueva Gil y Estrada. El distrito abarca también una zona al norte del mencinoado río.
Los orígenes de La Central, se remontan a un paso sobre el río Tunuyán, al cual acudían personas que transportaban la sal a Corocorto o a la Provincia de San Luis por una huella que son las actuales calles Comeglio y Colombo. En dicho paraje existió mucho tiempo una pulpería denominada La central, punto de encuentro de vecinos y viajeros del cual deriva el nombre del poblado. La escuela del lugar tiene más de 100 años.
La zona es una de las más productivas del departamento; incluso pese a su escasa población contó con una sucursal del Banción de la Nación Argentina.
En el distrito se encuentra el museo histórico militar La Central, fundado por una familia de inmigrantes a modo de homenaje a su nueva tierra. Es el único en su tipo en Argentina; guarda piezas, indumentaria, vehículos y armamento.
Entre las instituciones deportivas se encuentra el Club Social y Deportivo La Central, donde se practican hockey, vóley, fútbol y bochas. 